# American Automobile Manufacturing Company

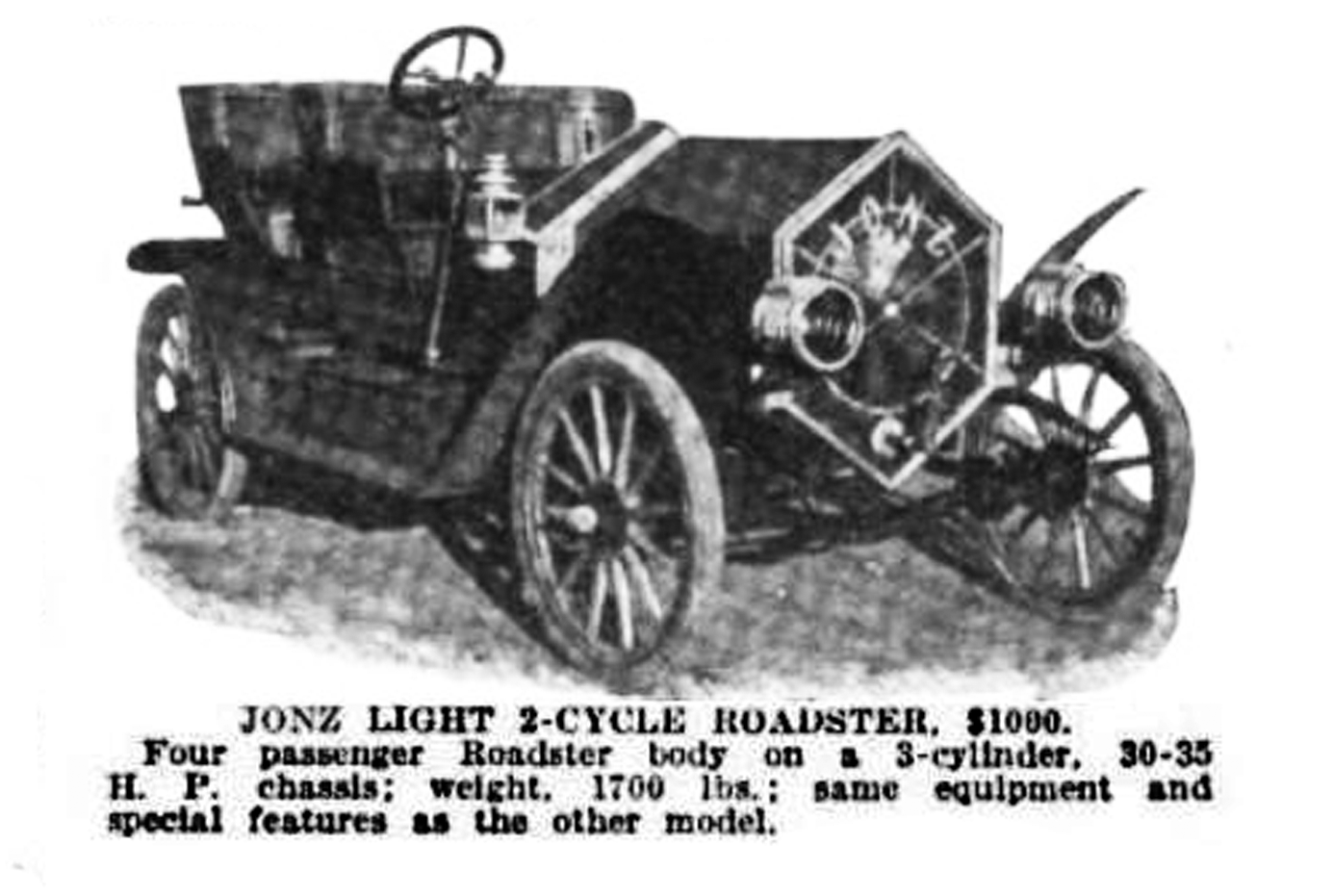
Jonz 30/35 HP von 1909

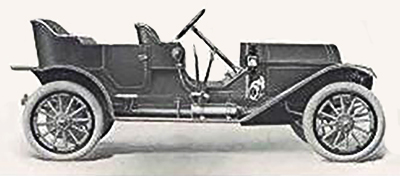
Jonz Model B, angeblich von 1908

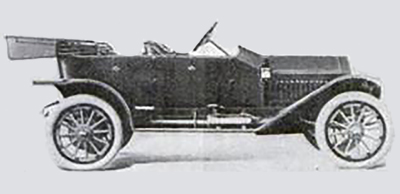
Jonz von 1910

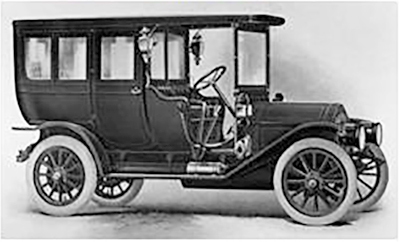
Jonz von 1910 als Taxi

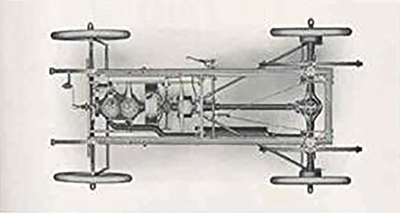
Fahrgestell des Jonz Model A

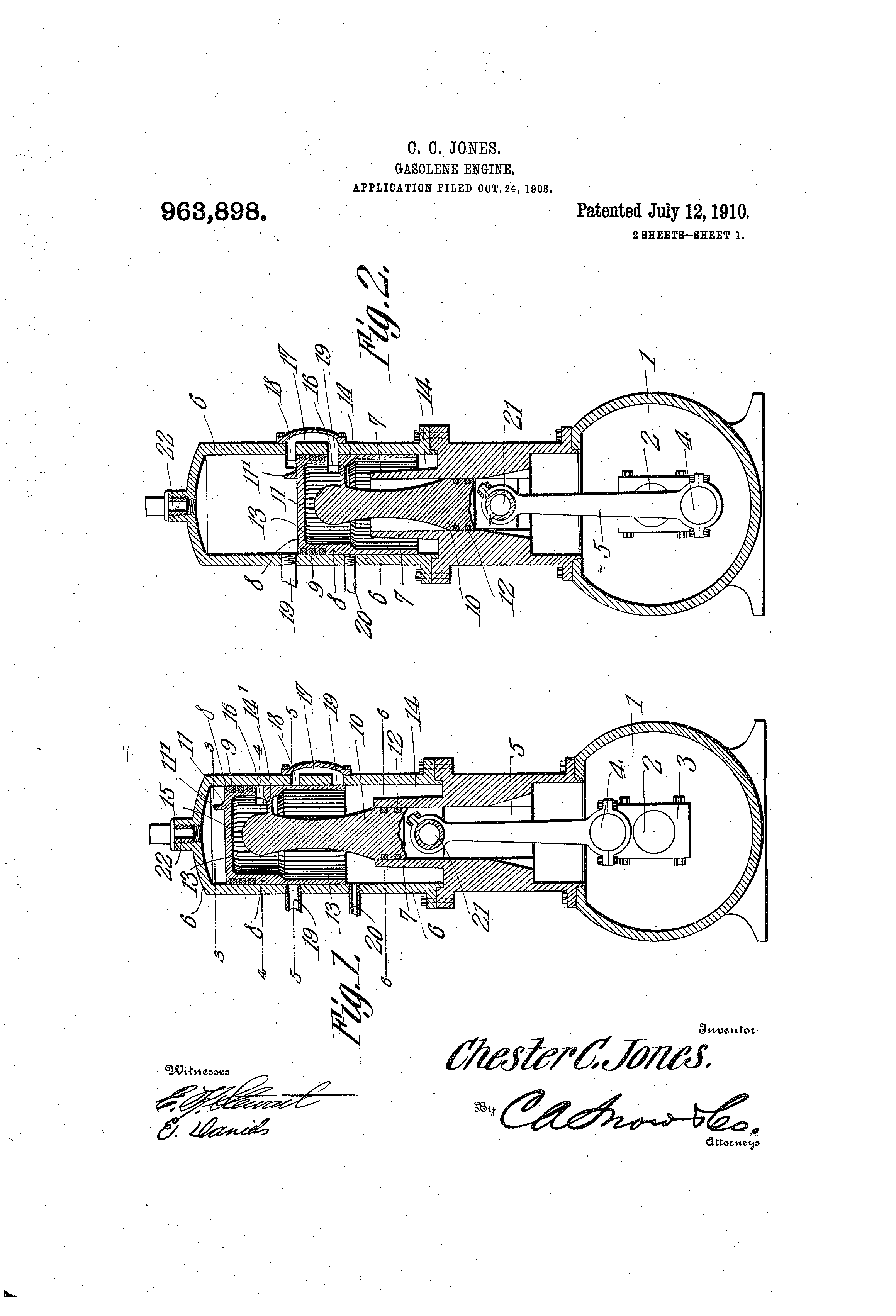
Patentzeichnung eines Motors von 1908

American Automobile Manufacturing Company, vorher Jonz Automobile Company, war ein US-amerikanischer Hersteller von Automobilen.

## Unternehmensgeschichte
Chester Charles Jones war ein Automobilhändler aus Beatrice in Nebraska. Er hielt ein Patent für einen Zweitaktmotor. 1908 gründete er zusammen mit seinem Bruder Ellsworth Jonz die Jonz Automobile Company in der gleichen Stadt. Ein Fahrzeug war für die Chicago Automobile Show Anfang 1909 fertig. Der Markenname lautete Jonz. Finanzielle Probleme traten auf.
Ende 1910 brachte Berton B. Bales zusätzliches Kapital in das Unternehmen ein. Die Umfirmierung in American Automobile Manufacturing Company folgte. Der Sitz wurde nach New Albany in Indiana verlegt. Dort befand sich auch das Produktionswerk. Im März 1912 begann die Insolvenz. Im gleichen Jahr endete die Produktion.
Im Januar 1913 übernahm die Ohio Falls Motor Car Company die Reste.
Ein Fahrzeug aus der Anfangszeit des Unternehmens existiert noch.

## Fahrzeuge
Die ersten Fahrzeuge hatten den selbst entwickelten Zweitaktmotor. Er bewährte sich nicht. Später kamen zugekaufte Motoren von der Continental Motors Company zum Einsatz.
1909 standen drei Modelle zur Wahl. Der 20/25 HP hatte einen Zweizylindermotor, der mit 20/25 PS angegeben war. Das Fahrgestell hatte 282 cm Radstand und war als Runabout mit zwei Sitzen karosseriert. Der 30/35 HP hatte einen Dreizylindermotor, der mit 30/35 PS angegeben war. Der Radstand betrug nur 244 cm. Aufbauten waren ein Roadster mit vier Sitzen und ein Tourenwagen mit fünf Sitzen. Spitzenmodell war der 40/45 HP. Sein Dreizylindermotor war mit 40/45 PS angegeben. Der Radstand entsprach dem Zweizylindermodell. Einziger Aufbau war ein Tourenwagen mit fünf Sitzen.
1910 gab es drei Modelle. Identisch war der Zweizylindermotor mit 20 PS Leistung. Model J als zweisitziger Runabout und Model O als viersitziger Roadster hatten 203 cm Radstand. Beim Model N, der als fünfsitziger Tourenwagen karosseriert war, betrug der Radstand 267 cm.
1911 stellte das Model A das Einstiegsmodell dar. Es hatte einen Zweizylindermotor mit 20 PS Leistung. Der Radstand betrug 229 cm. Einziger Aufbau war ein Runabout mit zwei Sitzen. Darüber rangierte das Model B. Der Dreizylindermotor leistete 30 PS. Der Radstand von 264 cm ermöglichte Aufbauten als Demi-Tonneau, Taxicab und als leichter Lieferwagen. Das Model C hatte einen Vierzylindermotor mit 40 PS Leistung. Der Radstand maß 305 cm. Überliefert sind Toy Tonneau, Tourenwagen mit fünf und sieben Sitzen, Coupé und Limousine.
1912 wurde beim Model A der Radstand auf 244 cm verlängert. Die Anzahl der Sitze des Runabouts ist nicht bekannt. Die einzige Änderung beim Model B war das Ersetzen des leichten Lieferwagens durch einen fünfsitzigen Tourenwagen. Das Model C war nun als Tourenwagen, Torpedo, Limousine und Coupé erhältlich. Das Model D war ein fünfsitziger Tourenwagen auf gleicher Basis.
Außerdem entstanden Lieferwagen und Lastkraftwagen.

## Modellübersicht
| Jahr | Modell   | Zylinder | Leistung (PS) | Radstand (cm) | Aufbau                                                           |
| ---- | -------- | -------- | ------------- | ------------- | ---------------------------------------------------------------- |
| 1909 | 20/25 HP | 2        | 20/25         | 282           | Runabout 2-sitzig                                                |
| 1909 | 30/35 HP | 3        | 30/35         | 244           | Roadster 4-sitzig, Tourenwagen 5-sitzig                          |
| 1909 | 40/45 HP | 3        | 40/45         | 282           | Tourenwagen 5-sitzig                                             |
| 1910 | Model J  | 2        | 20            | 203           | Runabout 2-sitzig                                                |
| 1910 | Model N  | 2        | 20            | 267           | Tourenwagen 5-sitzig                                             |
| 1910 | Model O  | 2        | 20            | 203           | Roadster 4-sitzig                                                |
| 1911 | Model A  | 2        | 20            | 229           | Runabout 2-sitzig                                                |
| 1911 | Model B  | 3        | 30            | 264           | Demi-Tonneau, Taxicab, leichter Lieferwagen                      |
| 1911 | Model C  | 4        | 40            | 305           | Toy Tonneau, Tourenwagen 5-sitzig und 7-sitzig, Coupé, Limousine |
| 1912 | Model A  | 2        | 20            | 244           | Runabout                                                         |
| 1912 | Model B  | 3        | 30            | 264           | Tourenwagen 5-sitzig, Demi-Tonneau, Taxicab                      |
| 1912 | Model C  | 4        | 40            | 305           | Tourenwagen, Torpedo, Limousine, Coupé                           |
| 1912 | Model D  | 4        | 40            | 305           | Tourenwagen 5-sitzig                                             |